# Hadruroides juanchaparroi
Espèce
Hadruroides juanchaparroi est une espèce de scorpions de la famille des Caraboctonidae.

## Distribution
Cette espèce est endémique du Pérou. Elle se rencontre dans les régions d'Ancash et de La Libertad de 13,5 à 450 m d'altitude.

## Description
Le mâle holotype mesure 31,9 mm et la femelle paratype 33,6 mm, les mâles mesurent de 31,9 à 35,8 mm.

## Étymologie
Cette espèce est nommée en l'honneur de Juan Carlos Chaparro.

## Publication originale
- Ochoa & Prendini, 2010 : The genus Hadruroides Pocock, 1893 (Scorpiones, Iuridae), in Peru : new records and descriptions of six new species. American Museum of Natural History, no 3687, p. 1-56 (texte intégral).